# USS Alabama (BB-8)
Ne doit pas être confondu avec BB-8.
Pour les autres navires du même nom, voir USS Alabama.
L’USS Alabama (BB-8) était un cuirassé de l'US Navy de la classe Illinois.

## Historique

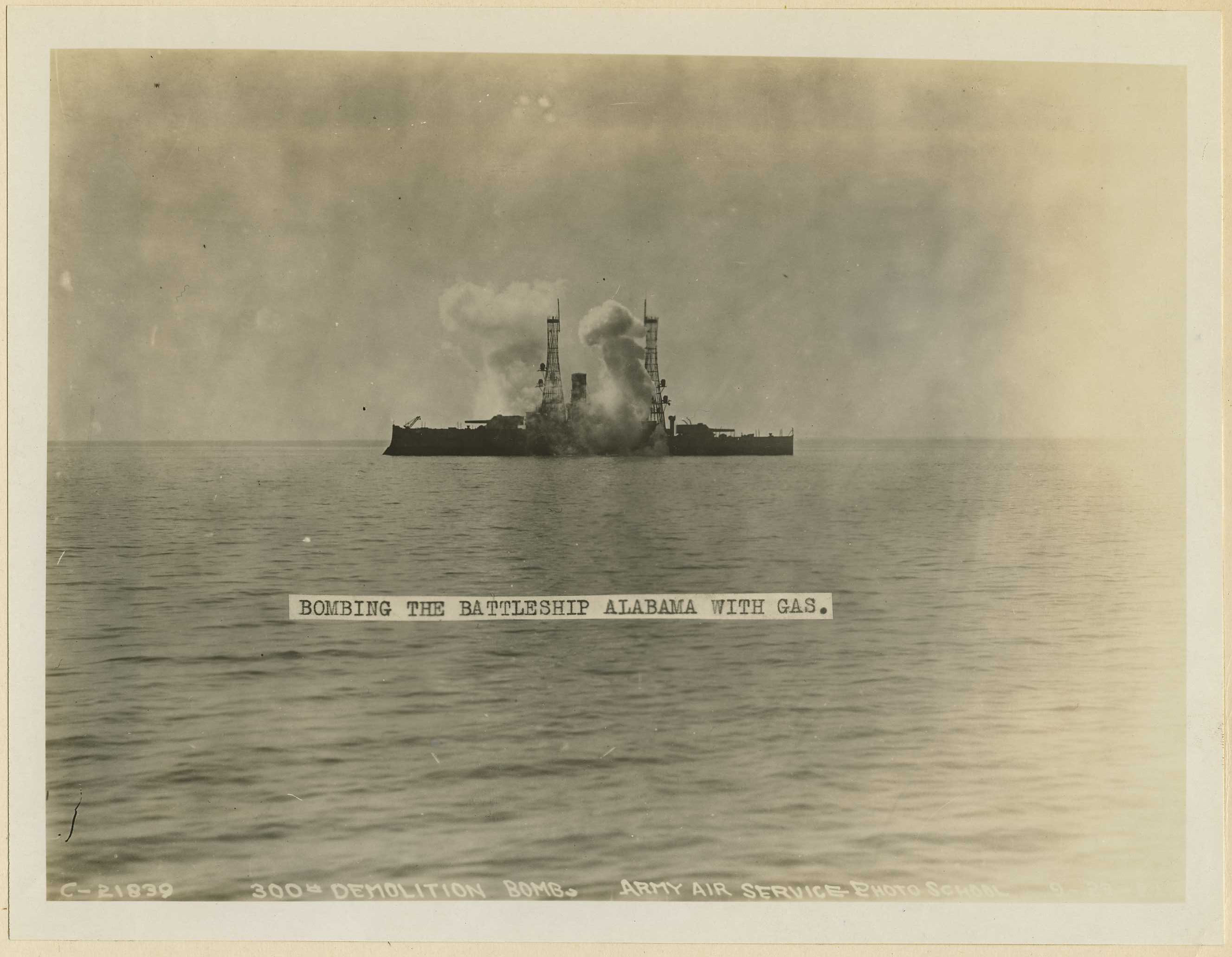
Bombardement de l'Alabama lors d'un test d'une bombe au gaz de 300 livres le 23 septembre 1921 (gaz asphyxiants et toxiques).

Retiré du service actif en 1920, il servira de cible flottante en 1921. Il est coulé en eaux peu profondes le 27 septembre 1921 et sa carcasse vendue à la ferraille le 19 mars 1924.